# Herb Inowrocławia
Herb Inowrocławia – jeden z symboli miasta Inowrocław w postaci herbu.

## Wygląd i symbolika
Herb przedstawia na czerwonej tarczy herbowej centralnie umieszczonego białego orła piastowskiego z głową zwróconą w prawo. Nad głową orła znajduje się biała lilia. Po obu stronach orła widnieją białe ceglane blankowane baszty (wieże strażnicze), z dwoma oknami każda (okna znajdują się jedno nad drugim). Wieże osadzone są w złotych rogach obfitości. Końce rogów zwrócone są ku sobie.
Znajdująca się w herbie lilia została zaczerpnięta z herbu Andegawenów, a ściślej – królowej Jadwigi.
Z kolorów herbu wywodzą się kolory flagi Inowrocławia.